# San Pedro de Rozados
San Pedro de Rozados ist eine westspanische Gemeinde (municipio) mit 269 Einwohnern (Stand: 2024) in der Provinz Salamanca in der Region Kastilien und León. Neben dem Hauptort San Pedro de Rozados gehören zur Gemeinde die Ortschaften Aldealgordo de Abajo, Aldealgordo de Arriba,Barcialejo, Bernoy, Carrascal del Asno, Cemprón, Esteban Isidro, Tordelalosa, Tornadizos, Torre de Juan Vázquez und Torrecilla de San Benito sowie den Wüstungen Barcial, Beconuño, Cequeña, Continos, Gueribáñez, Rozados, Terrubias, Torre de Nueva Banca und Valmucina.

## Lage und Klima
Die ca. 975 m hoch gelegene Gemeinde San Pedro de Rozados befindet sich im Süden der altkastilischen Hochebene (meseta). Durch die Gemeinde führt die Via de la Plata.
Die Stadt Salamanca ist knapp 18 Kilometer in nordnordöstlicher Richtung entfernt. Das Klima im Winter ist durchaus kühl; die geringen Niederschlagsmengen fallen – mit Ausnahme der nahezu regenlosen Sommermonate – verteilt übers ganze Jahr.

## Bevölkerungsentwicklung
| Jahr      | 1970 | 1981 | 1991 | 2001 | 2011 | 2021 |
| Einwohner | 802  | 558  | 436  | 360  | 318  | 276  |

Der kontinuierliche Bevölkerungsrückgang der Gemeinde basiert im Wesentlichen auf dem Zuzug der durch die Mechanisierung der Landwirtschaft und der Aufgabe bäuerlicher Kleinbetriebe arbeitslos gewordenen Landbevölkerung (Landflucht).

## Sehenswürdigkeiten
- Peterskirche (Iglesia de San Pedro Apóstol)

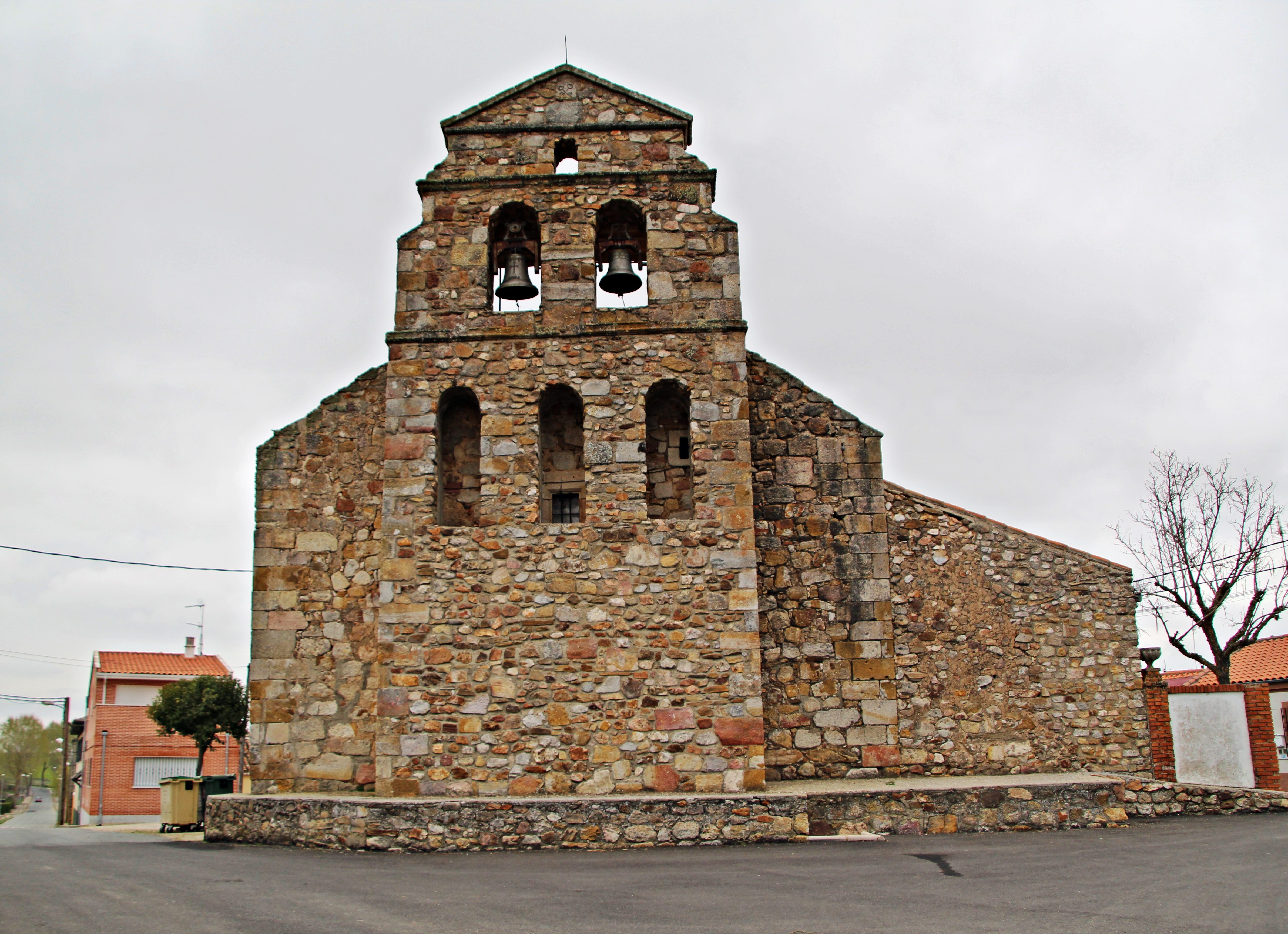
Peterskirche
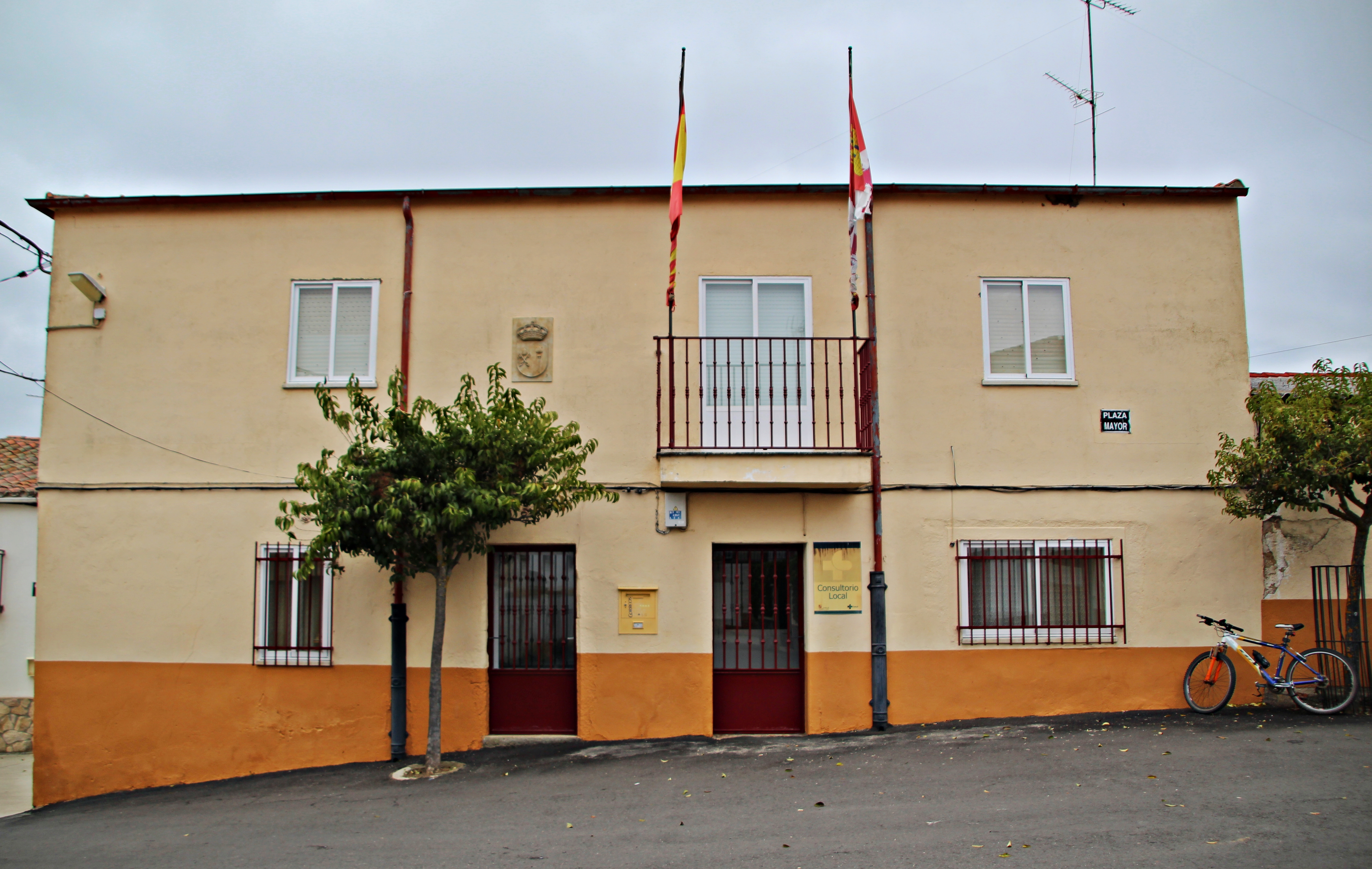
Rathaus